# Abbaye Saint-Pierre d'Hautvillers
Pour les articles homonymes, voir Abbaye Saint-Pierre et Saint-Pierre.
L'abbaye Saint-Pierre d'Hautvillers est une ancienne abbaye bénédictine, située dans la commune d'Hautvillers, dans la Marne.

## Historique
L'abbaye est fondée en 650 par saint Nivard, archevêque de Reims. D'après la légende, c'est une colombe qui lui aurait indiqué le lieu où édifier l'abbaye suivant les règles de saint Benoît et de saint Colomban. Sous les Carolingiens, l'abbaye acquiert un rayonnement important, notamment grâce à ses manuscrits comme l'Évangéliaire d'Ebbon et peut-être le psautier d'Utrecht.

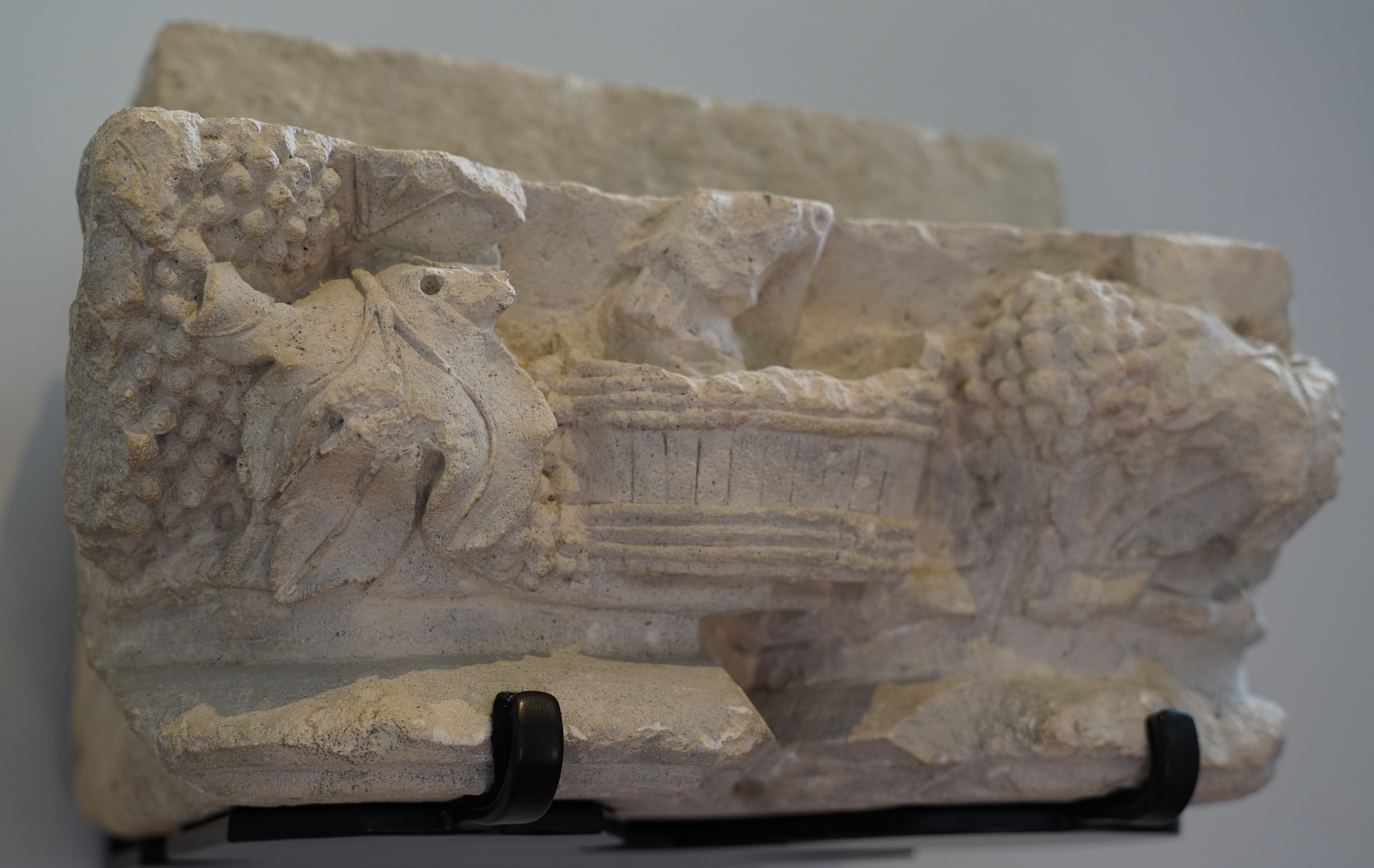
Chapiteau de l'abbaye représentant le foulage du raisin.

Saint Rieul y embrassa la vie monastique en 662 avant de succéder à saint Nivard en 669. Le monastère possédait la relique du corps de sainte Hélène volée à Rome en 841 par un prêtre de Reims, ce qui développa un important pèlerinage et des revenus qui lui permirent d'acquérir des terres et des vignobles de champagne (40 hectares). Cette abbaye était florissante jusqu'à la baisse à six religieux en 1634. Ce nombre remontait à vingt-quatre en 1689.
Cette abbaye accueillit Dom Pérignon dont la vie est étroitement associée à la création du vin de Champagne.

### Actuellement
L'abbaye est la propriété de la maison de Champagne Moët & Chandon, du groupe LVMH. En 2012, le cloître de l'abbaye est restauré et la porte Saint-Hélène, disparue, est reconstruite à l'identique par Moët & Chandon en association avec les architectes des bâtiments de France. Le site de l'abbaye d'Hautvillers est aujourd'hui utilisé par la maison de champagne pour accueillir ses invités les plus importants.

## L'église Saint-Sindulphe
L'église Saint-Sindulphe de cette abbaye abrite les tombes de Dom Pérignon et de Dom Royer. Elle est la propriété de la commune et abrite un riche patrimoine mobilier :
- Un orgue de tribune[6] est l’œuvre de Louis Gorlidot, Matthieu Wyskirclum, Nicolas Augustin Hubert et Augustin Brisset ; il date du deuxième quart du XVIIe siècle et du troisième quart du XVIIIe siècle[7]. Un premier orgue a été construit en 1630 par deux facteurs d'origine germanique puis reconstruit à partir de jeux anciens par Louis Gordilot et Mathieu Wyskirclum vers 1769. L'instrument est modifié par Nicolas Augustin Hubert en 1847 puis, à la fin du siècle, par Augustin Brisset. Pendant la Seconde Guerre mondiale, une partie des tuyaux a été dispersée (438 tuyaux). L’orgue actuel comporte trois claviers de 56 notes et un pédalier de 32 notes.
- Un reliquaire de sainte Hélène ;
- Un reliquaire de Nivard de Reims,
- Un ensemble de stalles surmontée de peintures.

## Galerie d'images

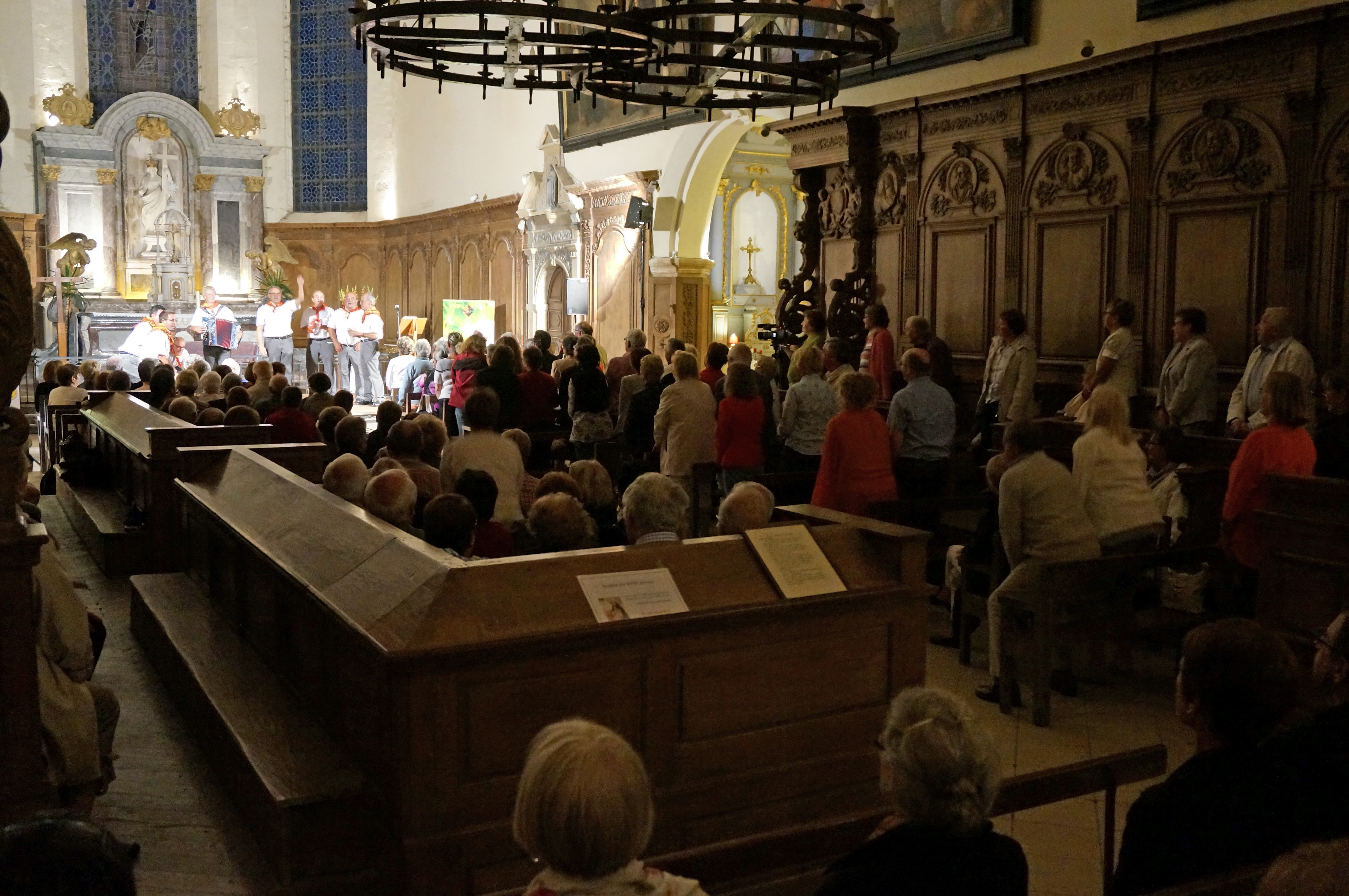
Lors de l'un des concerts « Entre vignes et forêts ».
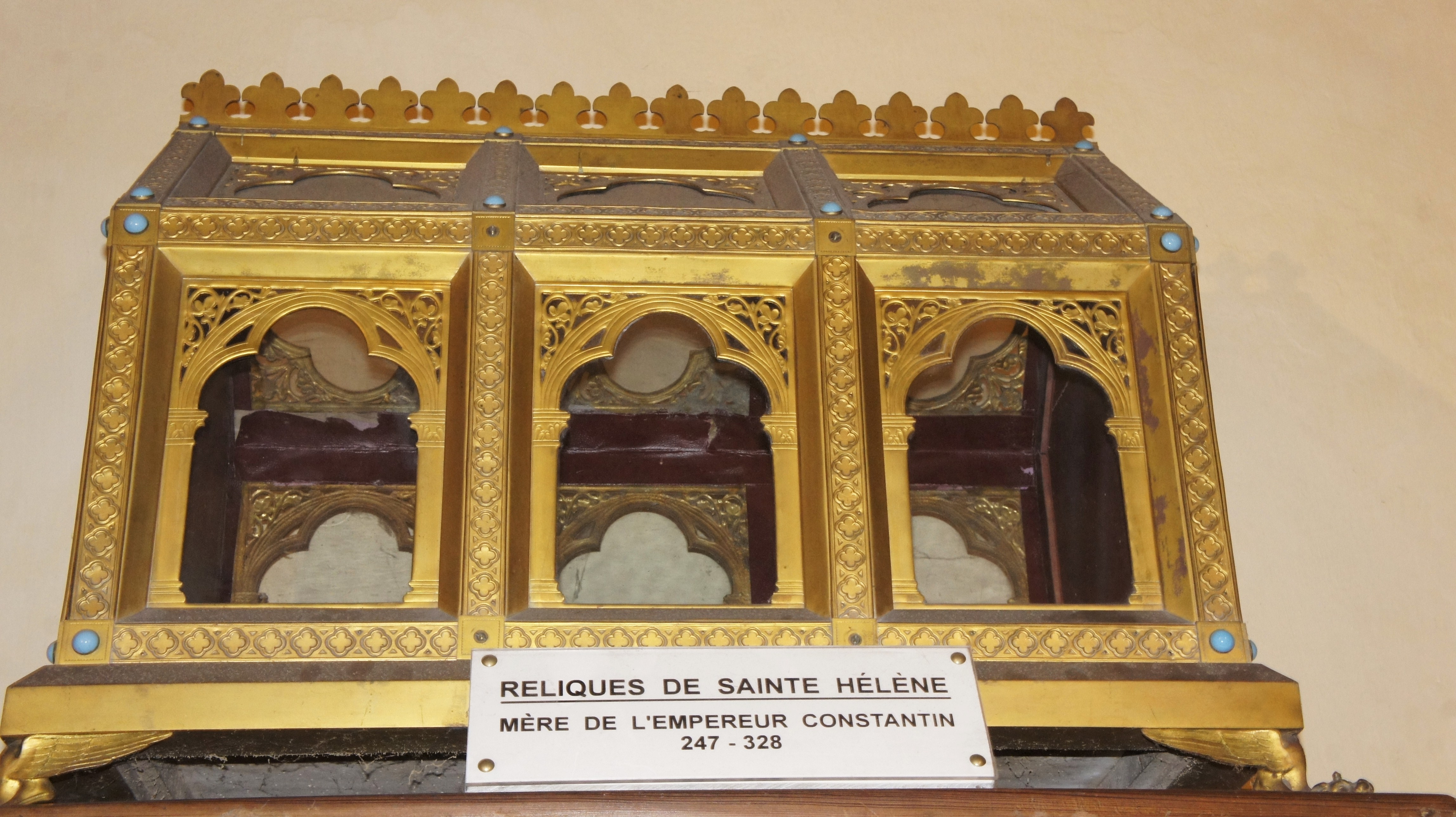
Reliquaire de sainte Hélène.
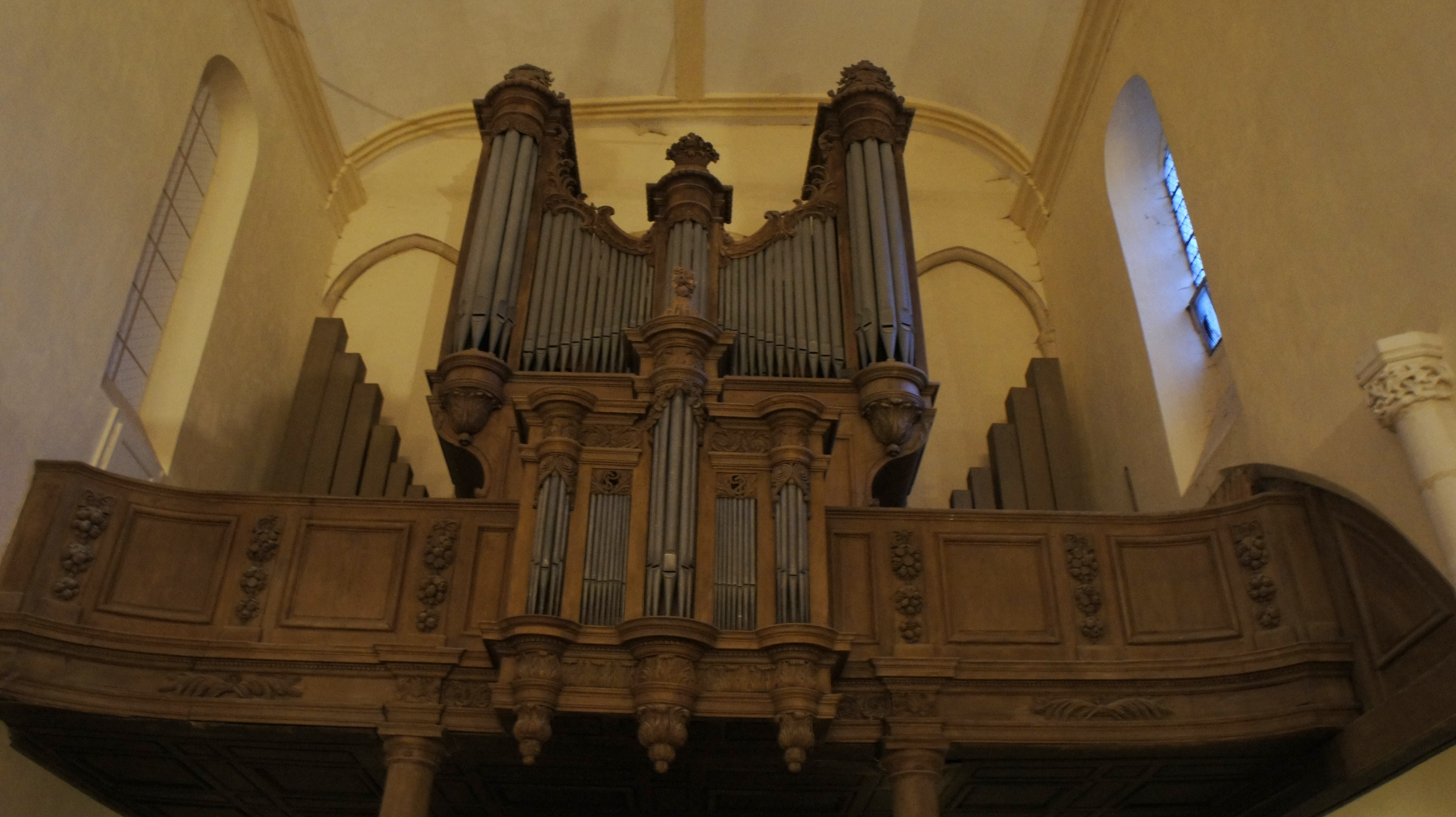
Les orgues.
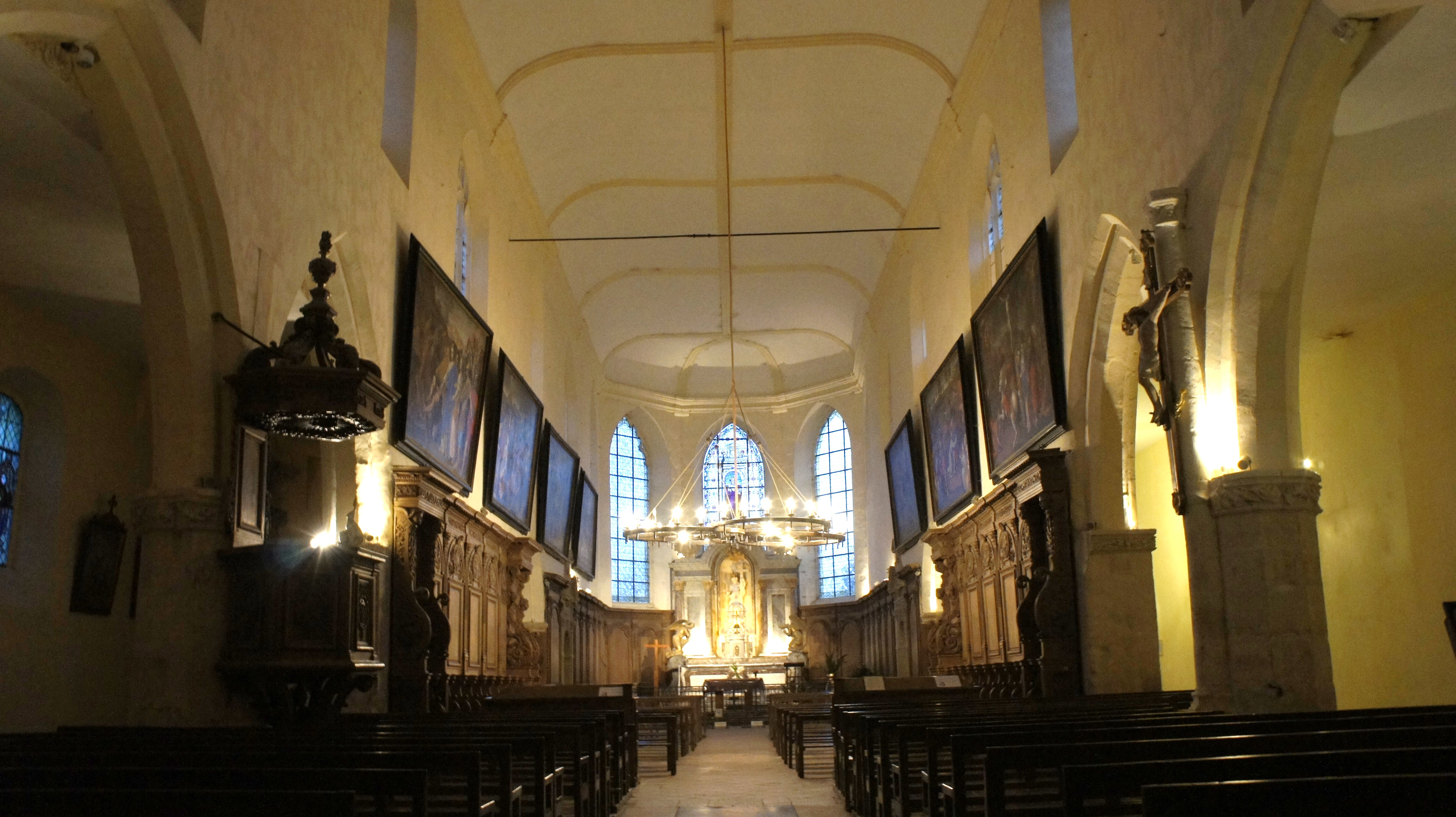
Vers le chœur.
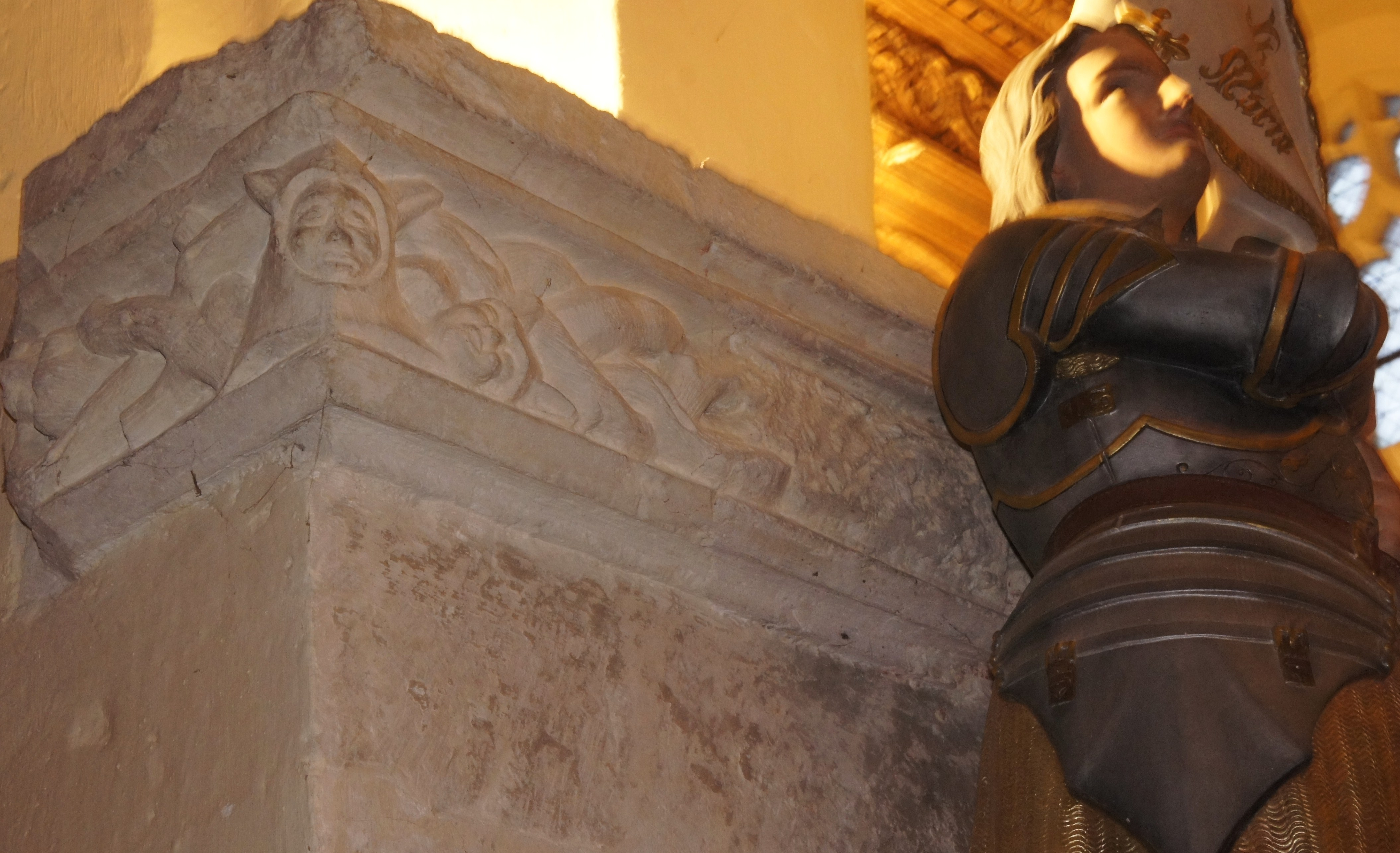
Chapiteau de Jeanne d'Arc.
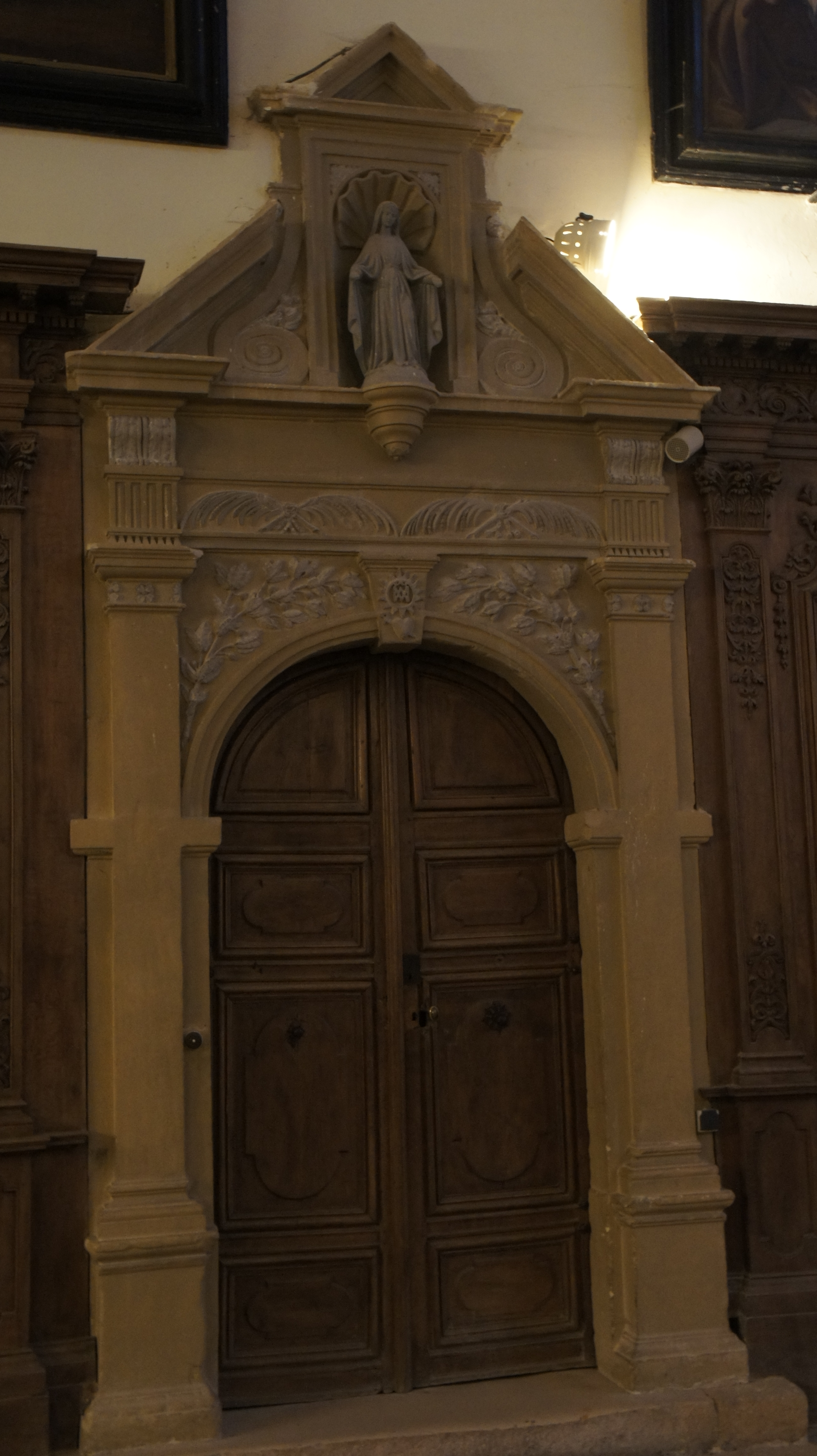
Entrée des moniales.
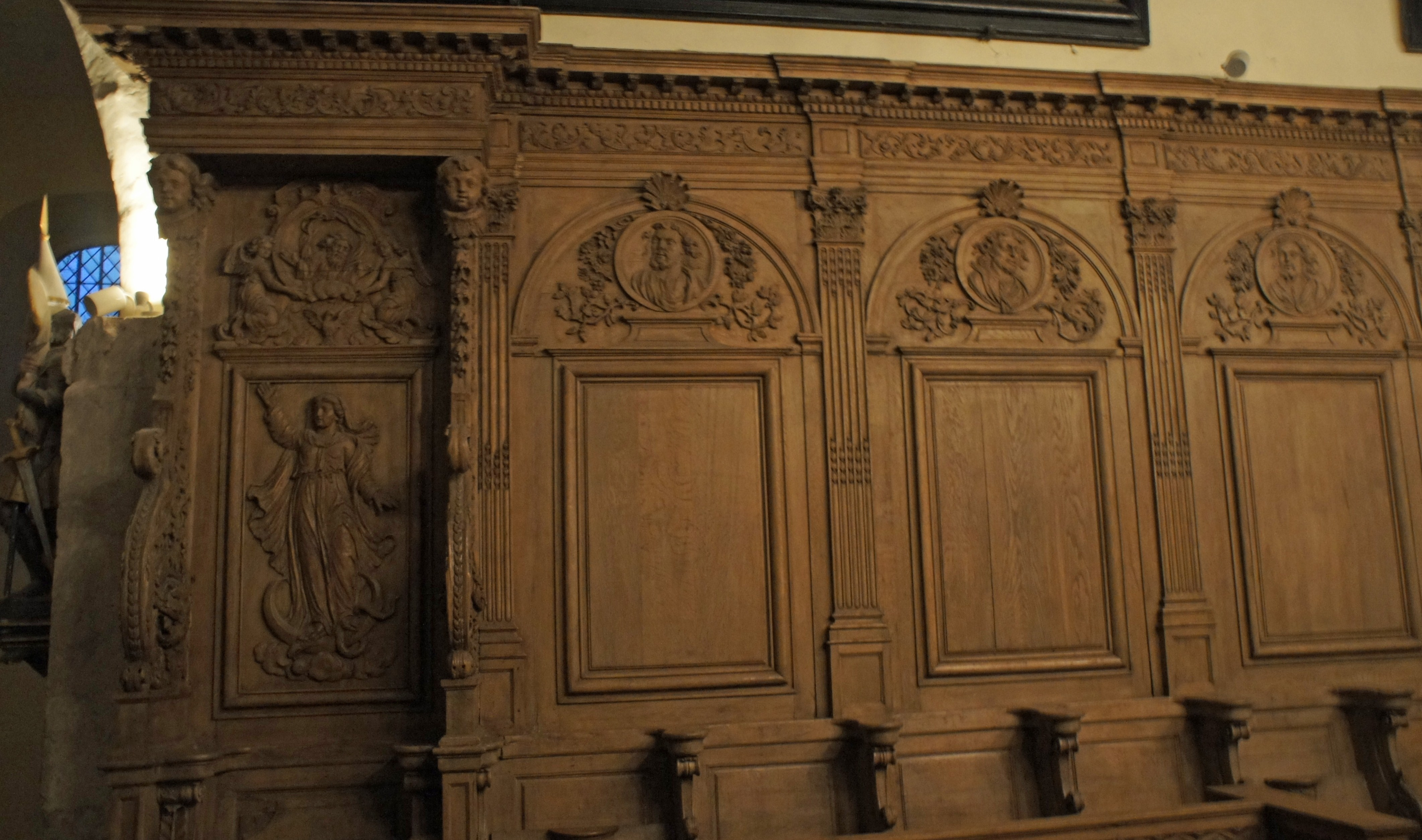
Stalles.
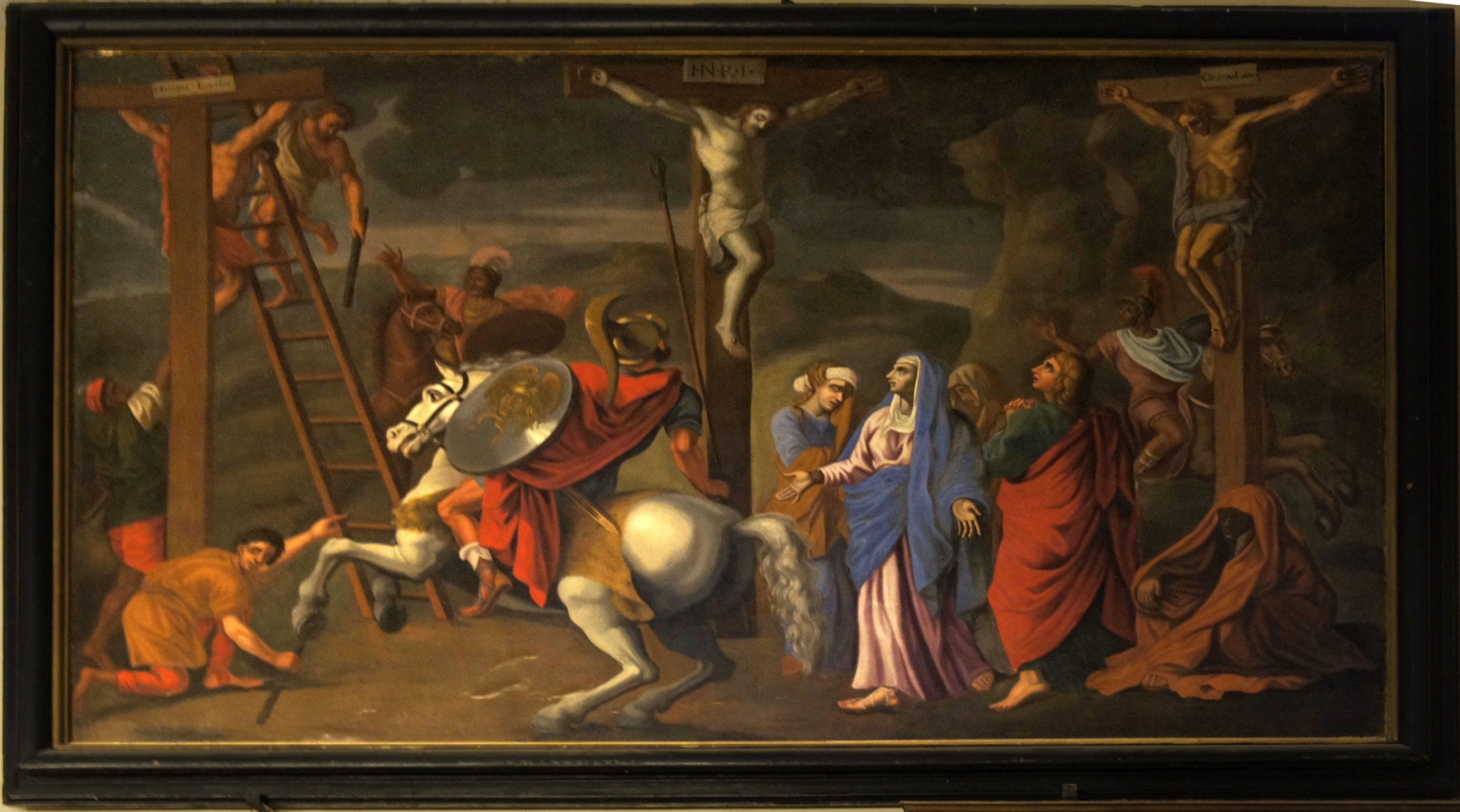
Peinture du Christ et des larrons.

## Abbés
- Saint Berchaire, premier abbé d'Hautvillers
- v. 952 Rotmar

### Abbés commendataires
- v. 1744 : Jean Philippe d'Orléans, chevalier d'Orléans, grand prieur de France
- Alphonse de Lateriis dernier abbé d'Hautvillers.

## Moines et visiteurs célèbres
- Saint Réole ;

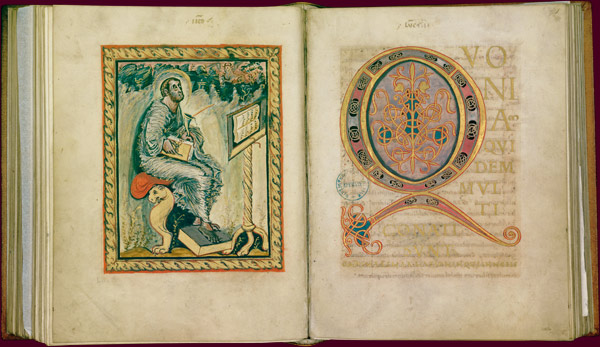
L’évangéliste Luc et une majuscule, issus de l'Évangéliaire d'Ebbon.

- Dom Thierry de Viaixnes (1659-1735), enseigna la théologie et la philosophie à l'abbaye, il se lia d'amitiés avec Dom Jean Thiroux qui enseignait à l'abbaye Saint-Remi de Reims ;
- Alemanne de Hautvillers, moine connu pour sa lettre à Sigebode, evêque de Narbonne[8].

### Articles liés
- Hautvillers
- Monastères et abbayes du diocèse de Reims
- Liste des monuments historiques de la Marne